# Luena (Angola)
Luena, tidigare känd under sitt portugisiska namn Luso Vila, är huvudstad i provinsen Moxico i Angola. I stadens omgivningar finns flera intressanta utflyktsmål. Jonas Savimbi, ledare för UNITA dödades i strid under inbördeskriget 2002 och ligger begravd i staden.

## Geografi
Terrängen runt Luena är platt, och sluttar norrut.
Omgivningarna runt Luena är huvudsakligen savann. Runt Luena är det mycket glesbefolkat, med 2 invånare per kvadratkilometer.

## Historia
År 1878 genomförde major Serpa Pinto en expedition från Angolas kust till provinsen Moxico med hjälp av portugisen Silva Porto från Bié och passerade orten Luena och vidare in i Barotseland. Porto blev sjuk men Pinto fick låna en båt och följde Zambesifloden till kusten i Moçambique. 
Vid Berlinkonferensen 1884 delades Afrika mellan de europeiska kolonialmakterna. Förutsättning för besittning av ett landområde var ”effektiv ockupation”. Portugal kontrollerade endast Angolas kustområden, vilket motsvarade 10% av Angola och måste därför ockupera inlandet, bland annat provinsen Moxico.
Portugisiska nybyggare skickades till Moxico och byggde orten Luena, som blev stad 1894.